# Gmina Veriora
Gmina Veriora (est. Veriora vald) – gmina wiejska w Estonii, w prowincji Põlva.
W skład gminy wchodzi:
- 1 miasto: Veriora,
- 29 wsi: Haavapää, Himmiste, Jõevaara, Jõeveere, Kikka, Kirmsi, Koolma, Koolmajärve, Kullamäe, Kunksilla, Laho, Leevi, Lihtensteini, Mõtsavaara, Männisalu, Nohipalo, Pahtpää, Sarvemäe, Soohara, Süvahavva, Timo, Vareste, Verioramõisa, Viira, Viluste, Vinso, Võika, Väike-Veerksu oraz Vändra.